# Aurora Motor
Die Aurora Motor Company war ein US-amerikanischer Automobilhersteller. Eine andere Quelle nennt die Firmierung Custom Automobile Corporation of America. Das Unternehmen war von 1957 bis 1958 in Branford (Connecticut) ansässig. Gründer waren der katholische Geistliche Father Alfred A. Juliano und sein Orden. Bereits nach Fertigung eines Prototyps zum Preis von  30.000 US$ musste die Firma Konkurs anmelden.

## Beschreibung
Juliano hatte Kunst studiert, bevor er den Priesterberuf ergriff, und war sein ganzes Leben lang an Automobildesign interessiert. Seine Familie gab an, dass er ein Stipendium von GM erhalten habe, das im ermöglichte, bei Harley Earl zu studieren, ihn aber erst erreichte, als er bereits zum Priester geweiht war. Er behielt aber sein Interesse am Automobildesign, verbunden mit dem Glauben, dass man noch viel tun könne, um Automobile sicherer zu machen.
Der Aurora wurde von Juliano erdacht, konstruiert und gebaut. Er besaß eine 5486 mm lange GFK-Karosserie, dessen Pläne zwei Jahre lang auf dem Zeichenbrett aufgespannt waren und der drei Jahre lang im Bau war. Die hohe Fertigungsqualität war bemerkenswert, besonders was die GFK-Karosserie und die Kunststofffenster anging. Der Verkaufspreis sollte bei 12.000 US-$ liegen, knapp unter dem Preis des teuersten US-Autos, des Cadillac Eldorado Brougham, der 13.000 US-$ kostete. Die Karosserie, die gegen Rost und kleine Beschädigungen unempfindlich war, war besonders für lange Strecken geeignet. Der Wagen hatte einen getönten, durchsichtigen Kunststoff-„Astrodom“ (Glaskuppel) mit einstellbaren Metalljalousien innen. Fest eingebaute, hydraulische Wagenheber, die von Armaturenbrett aus zu bedienen waren, vereinfachten den Reifenwechsel. Das Reserverad war auf einer Plattform in der Front des Fahrzeuges untergebracht, die bis auf Straßenniveau abgesenkt werden konnte, ohne dass man das Rad berühren musste.
Der Wagen hatte viele Sicherheitsbauteile, die damals eine Neuheit waren, heute aber zum Standard gehören. Dies waren z. B. Sicherheitsgurte, ein Überrollkäfig, ein gepolstertes Armaturenbrett, ein Seitenaufprallschutz und eine Sicherheitslenksäule. Die Unterbringung des Reserverades in der Fahrzeugfront erweiterte die Knautschzone. Die wichtigste Neuerung aber, die in keinem anderen Automobil dieser Zeit enthalten war, bestand in der Möglichkeit, die Sitze automatisch um 180° zu drehen, wenn eine Kollision unvermeidlich schien.
An den Aurora erinnert man sich aber vor allen Dingen wegen seines Aussehens und er wird oft in der Liste der hässlichsten Autos erwähnt, häufig als das hässlichste überhaupt. Besonders zwei Merkmale führten zu dieser Einschätzung: die schaufelförmige Motorhaube mit dem weiten Kühlermaul, die damals typisch für futuristische Fahrzeuge war und die stark gewölbte Windschutzscheibe. Beide Details dienten der Sicherheit: Die gewölbte Windschutzscheibe sollte in der Zeit vor dem Einsatz der Airbags den Kontakt mit den Köpfen der Insassen bei einem Unfall vermeiden, während die schaufelförmige Fahrzeugfront als großer, schaumgefüllter Stoßfänger diente, der nicht nur die Aerodynamik verbessern, sondern auch Passanten bei einem Zusammenstoß ohne Verletzung nach oben werfen sollte.
Der Prototyp hatte eine GFK-Karosserie die über einem größtenteils hölzernen Hilfsrahmen mit dem Fahrgestell eines Buick von 1953 verbunden war. Er war vor der geplanten Publikumsvorstellung 1957 nicht ausreichend getestet worden, ging auf dem Weg zur Pressekonferenz fünfzehn Mal kaputt und musste in sieben verschiedene Werkstätten abgeschleppt werden. Hauptgrund dafür waren Verstopfungen in der Kraftstoffversorgung, die vier Jahre lang unbenutzt geblieben war. Nachdem der Wagen schon zu seiner eigenen Vorstellung Stunden zu spät erschienen war, konnte er die Zuschauer vor allen Dingen wegen seines Aussehens, seinen bescheidenen Fahrleistungen und seinem hohen Preis nicht begeistern und es gab keine Vorbestellungen.
Die finanzielle Situation der Gesellschaft wurde untersucht. Juliano ließ verlauten, dass dies auf Betreiben von GM geschehen sei und verglich sich selbst mit Preston Tucker. Die Angelegenheit wurde vom Internal Revenue Service untersucht, er wurde von der katholischen Kirche wegen Missbrauch von Opfergeldern angeklagt und war schließlich dazu gezwungen, den Orden vom Heiligen Geist zu verlassen. Tatsächlich aber hatte er sich zur Finanzierung der Firma selbst in große Schulden gestürzt und musste später einen Offenbarungseid leisten. Den fertigen Prototyp verlor er an eine Autowerkstatt als Ausgleich für unbezahlte Reparaturrechnungen. Dieser Prototyp ging durch mehrere Hände und endete schließlich 1967 hinter einer Karosseriewerkstatt in Cheshire. Juliano starb 1989 an einer Gehirnblutung.
1993 entdeckte der britische Autofreund Andy Saunders aus Poole (Dorset) den Wagen auf einer Skizze in einem Buch über Traumautos. Er sagte: „Er war unglaublich scheußlich. Ich sagte mir sofort: Den muss ich haben!“. Nach jahrelanger Suche entdeckte er schließlich den Wagen durch den Namen der Werkstatt auf einem Foto des Autos, kaufte ihn unbesehen für 1500 US-$ und ließ ihn für weitere 2000 US-$ nach Großbritannien bringen. Die GFK-Karosserie und der hölzerne Hilfsrahmen hatten unter der Lagerung bei Wind und Wetter fürchterlich gelitten, ebenso die Innenausstattung und die Windschutzscheibe aus Kunststoff. Die Restaurierung gestaltete sich besonders schwierig, weil keine Unterlagen, ja nicht einmal Fotos, des Wagens vorhanden waren, auch Father Juliano keine Auskunft mehr geben konnte und für den Prototyp keine Ersatzteile zu bekommen waren. Dennoch wurde der Wagen Anfang 2005 fertiggestellt. Der Wagen wurde einer wieder erstaunten Öffentlichkeit beim Goodwood Festival of Speed vorgestellt und steht heute im National Motor Museum.